# ميوكي ميابي
ميوكي ميابي (باليابانية 宮部 みゆき -Miyabe Miyuki-، ولدت في 23 كانون الأول/ديسمبر 1960م) واحدة من أشهر الكتاب اليابانيين المعاصرين تكتب في العديد من الأنواع الأدبية: الخيال العلمي، الغموض، الخيال التاريخي، الأدب الاجتماعي، وأدب المراهقين. أشهر كتبها المترجمة للإنجليزية هي كتاب كروسفاير المنشور سنة 1998م، وكاشا المترجم من طرف ألفرد بيرنبوم تحت عنوان «هذا كل ما تستحقه» المنشور سنة 1999م، كما ترجم هذا الكتاب إلى العربية من قبل دار كلمة الإماراتية سنة 2011م. الكاتبة أيضا معروفة من طرف محبي الرسوم المتحركة بفضل كتابها «قصة شجاعة» التي حولت إلى فيلم رسوم متحركة.

## نبذة عن الكاتبة
ولدت ميابي في طوكيو، اليابان وتخرجت من مدرسة سوميغاداوا الثانوية. بدأت في كتابة الروايات في عمر الـ23. في عام 1984م وخلال عملها في مكتب للمحاماة بدأت ميابي في أخذ دروس في الكتابة والتأليف في مدرسة تديرها شركة كودانشا للنشر. تعتبر مجموعة القصص القصيرة «واريرا غا غينجين نو هانزاي» التي نشرت سنة 1987م أول عمل معروف للكاتبة، ومنذ ذلك الوقت نشرت العشرات من الروايات وفازت بالعديد من الجوائز الأدبية الهامة، من بينها جائزة ياماموتو شوغورو سنة 1993م لروايتها «هذا كل ما تستحقه» وجائزة نايوكي سنة 1999م لروايتها «ريو» (بالعربية «العقل») التي حولت إلى فيلم بنفس العنوان أخرجه نوبوهيكو أوباياشي سنة 2004م.

## قائمة بأعمالها المترجمة للغة الإنجليزية
روايات الجريمة/الإثارة
- هذا كل ما تستحقه، ترجمها ألفرد بيرنبوم (1999).
- كروسفاير، ترجمتها ديبورا إيوابوشي وآنا إيسوزاكي (2006).
- ظلال عائلة، ترجمتها جولييت كاربنتر (2006).
- همسات الشيطان، ترجمتها ديبورا إيوابوشي سنة 2007.
- التنين النائم، ترجمتها ديبورا إيوابوشي سنة 2010 واحتلت بفضلها الكاتبة جائزة أفضل كاتبة غموض في اليابان.
- بوبيت ماشتر، ترجمها غيني تابلي سنة 2014.

روايات الفانتازيا
- قصة شجاعة، ترجمها ألكسندر أ. سميث سنة 2007.
- كتاب الأبطال، ترجمها ألكسندر. أ سميث سنة 2010.
- إيكو: قصر في الضباب، ترجمها ألكسندر أ.سميث سنة 2011.

مجموعة قصص الرعب
أشباح إيدو، والتي ترجمها دانييل هودلستون سنة 2013 تضم القصص الآتية:
- أنيموري شينجو.
- كهف الظلال.
- فنوتون بيا.
- أومي نو آم فورو.
- أداتشي كي نو أوني.
- رأس امرأة.
- أوني في مطر الخريف.
- هاي كاغورا.
- شيجيمي زوكا.

## الجوائز
الجوائز اليابانية
- جائزة أفضل روائية غموض لروايتها نوم التنين سنة 1992.
- جائزة يوشيكاوا أيجي للكتاب المبتدئين سنة 1992.
- جائزة يوماموتو شوغورا لروايتها هذا كل ما تستحقه سنة 1993.
- جائزة مؤسسة اليابان لأدب المغامرة لروايتها ريو أو السبب سنة 1998.
- جائزة أفصل عمل حول خيال الجريمة لروايتها بوبيت ماستر سنة 2002.
- جائزة يوشيكاوا إيجي سنة 2007 لروايتها سم بلا اسم.

الجائزات الأمريكية
- جائزة باتكلدر لأفضل كتاب أطفال مترجم لروايتها قصة شجاعة سنة 2008.

## أعمالها في السينما والتلفزيون
اقبست العديد من المسلسلات تلفزيونية أو الأفلام من أعمالها:
الأفلام اليابانية السنيمائية
- بيروكينيسي سنة 2000.
- موهوهان سنة 2002.
- ريو سنة 2004.
- قصة شجاعة سنة 2006.
- ناغاي ناغاي ساتسوجين سنة 2007.
- الأزرق المثالي سنة 2010.

الأفلام اليابانية التلفزيونية
- ماجوتسو وا ساساياكو سنة 1990.
- كاشا سنة 1994.
- ماجوتسو وا ساساكويو سنة 2011.
- كاشا سنة 2011.
- الأزرق المثالي سنة 2012.

المسلسلات اليابانية
- خطوة زوج الأم سنة 2012.

الأفلام الكورية
- الميؤوس من أمرها سنة 2012.

## روابط خارجية
- ميوكي ميابي على موقع IMDb (الإنجليزية)
- ميوكي ميابي على موقع قاعدة بيانات الفيلم (الإنجليزية)